# Monte Damavand

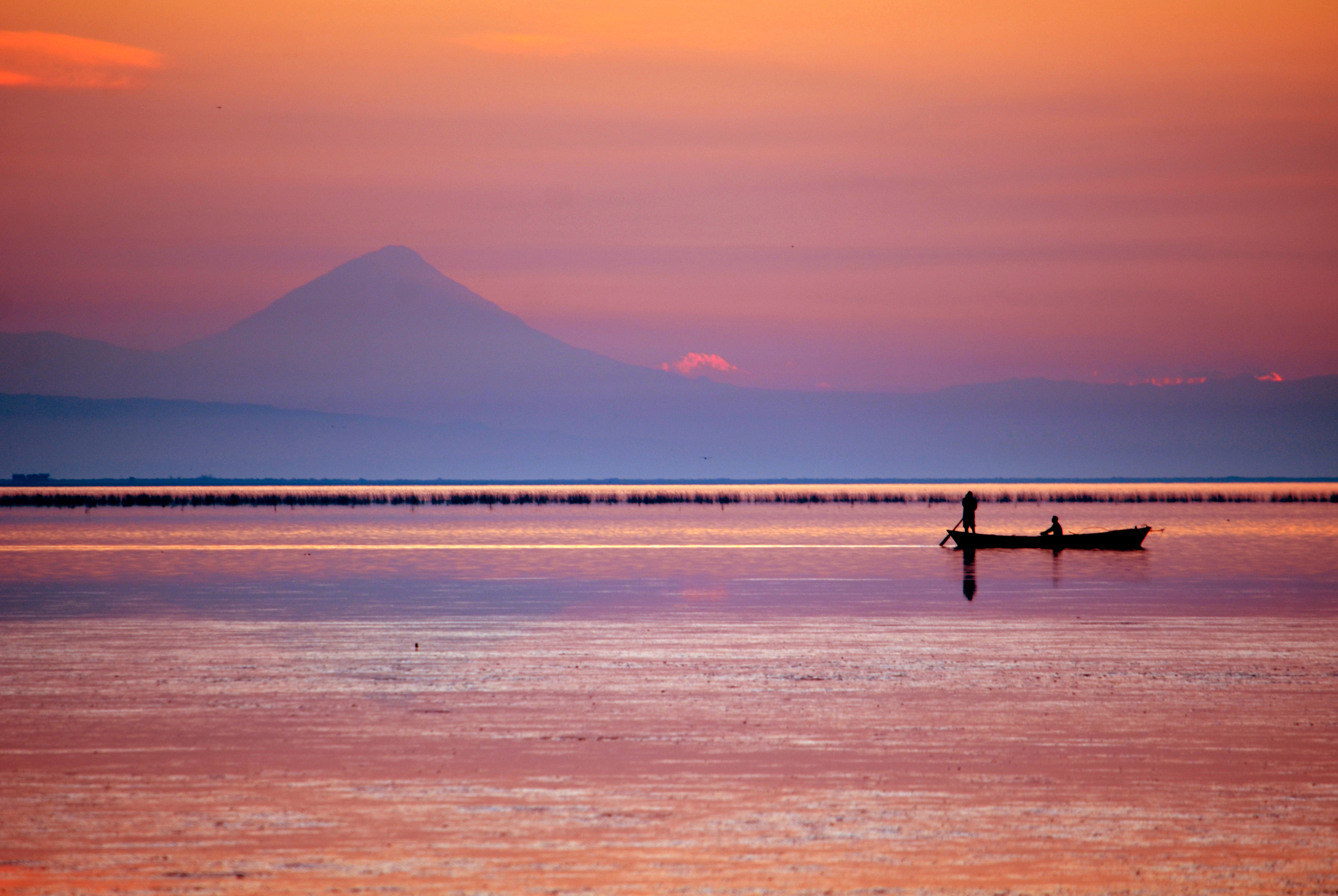

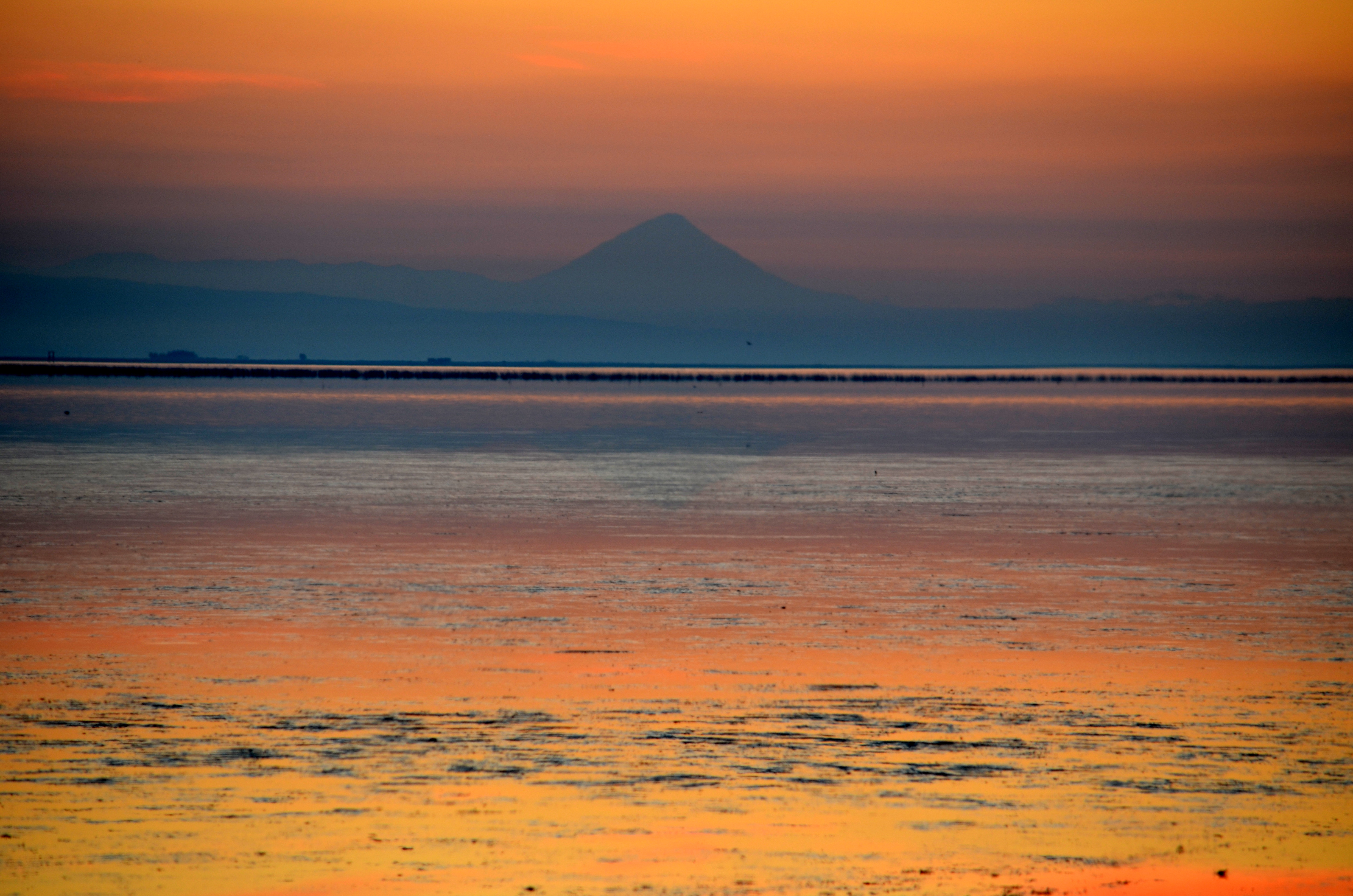

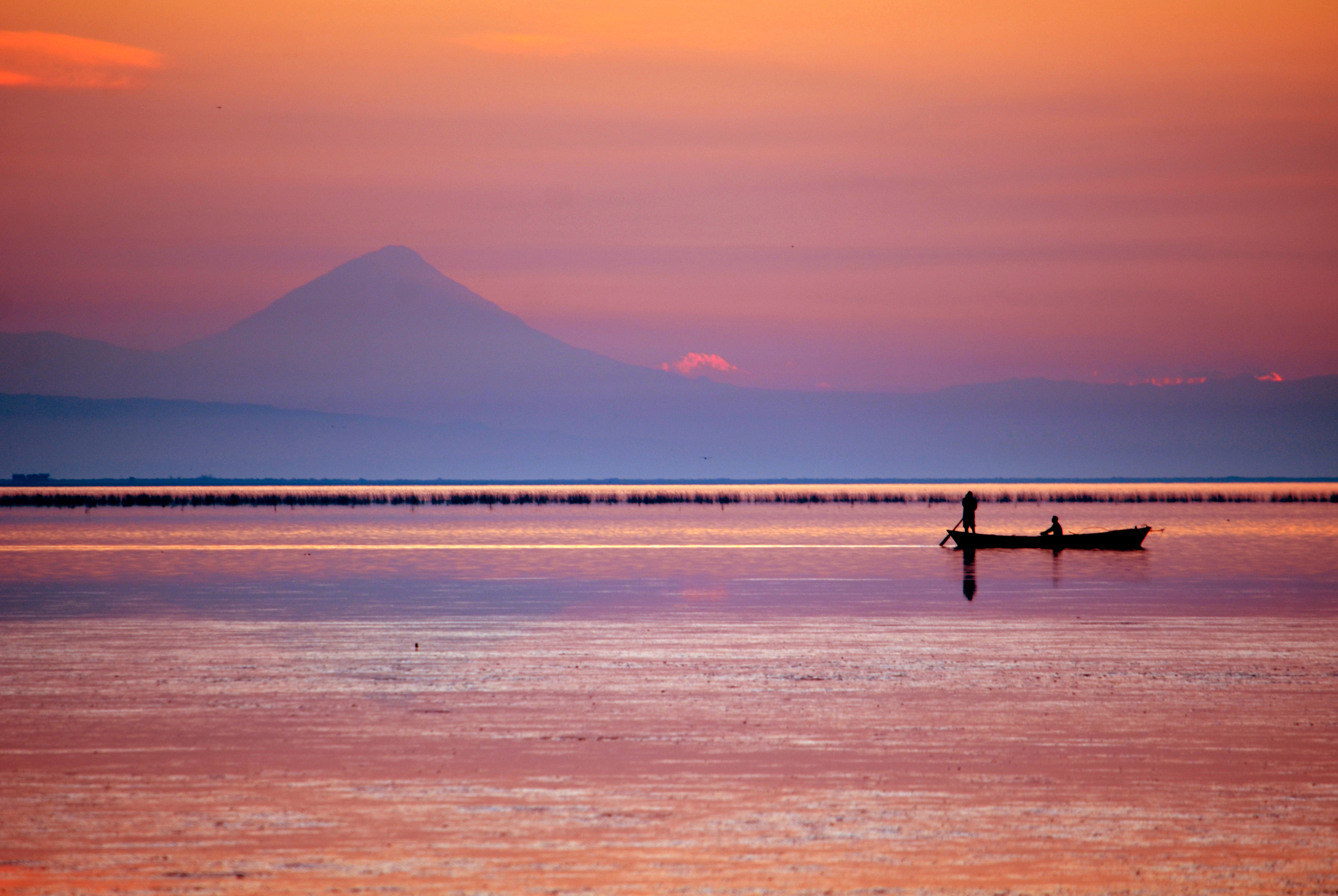
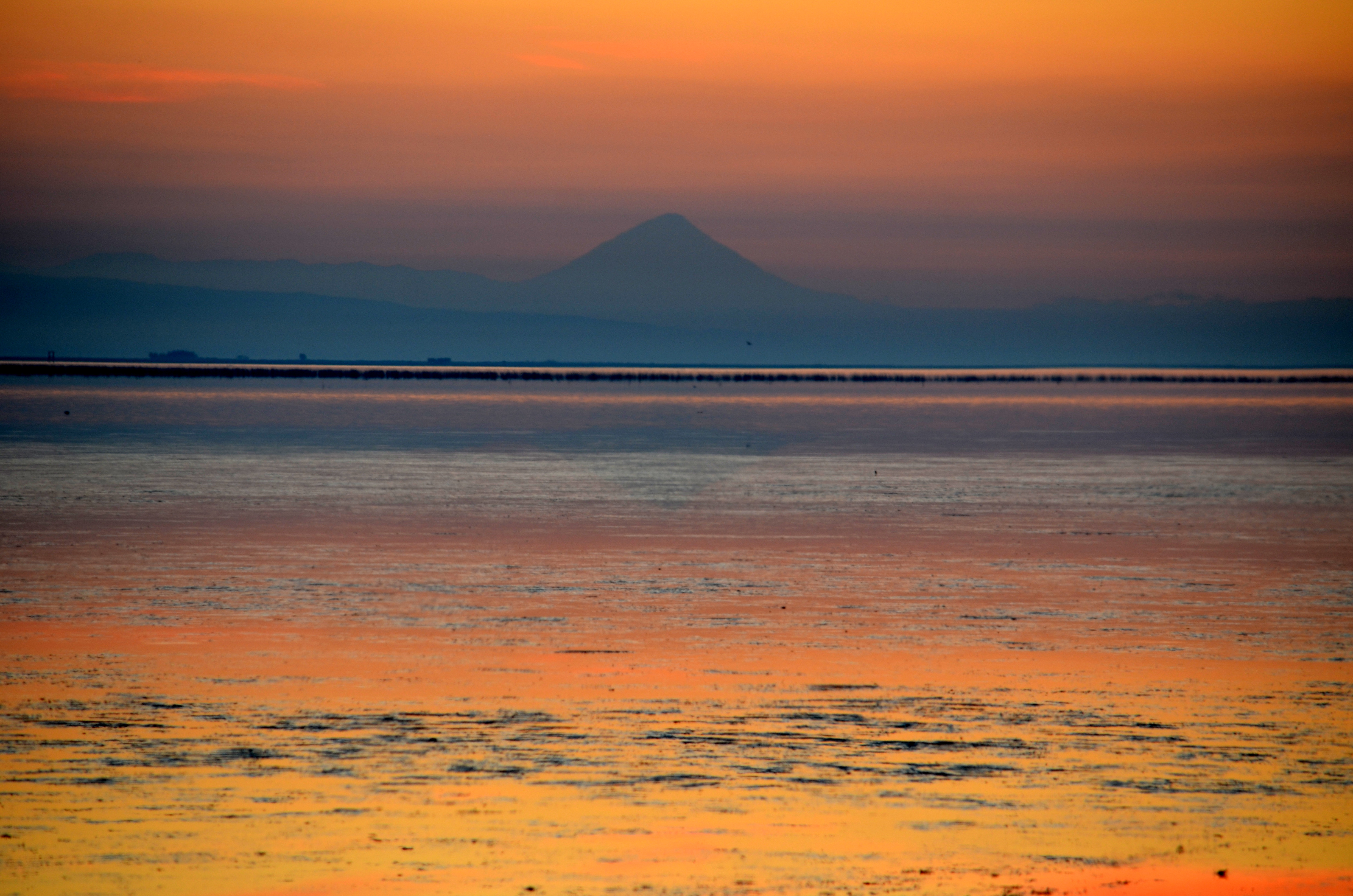
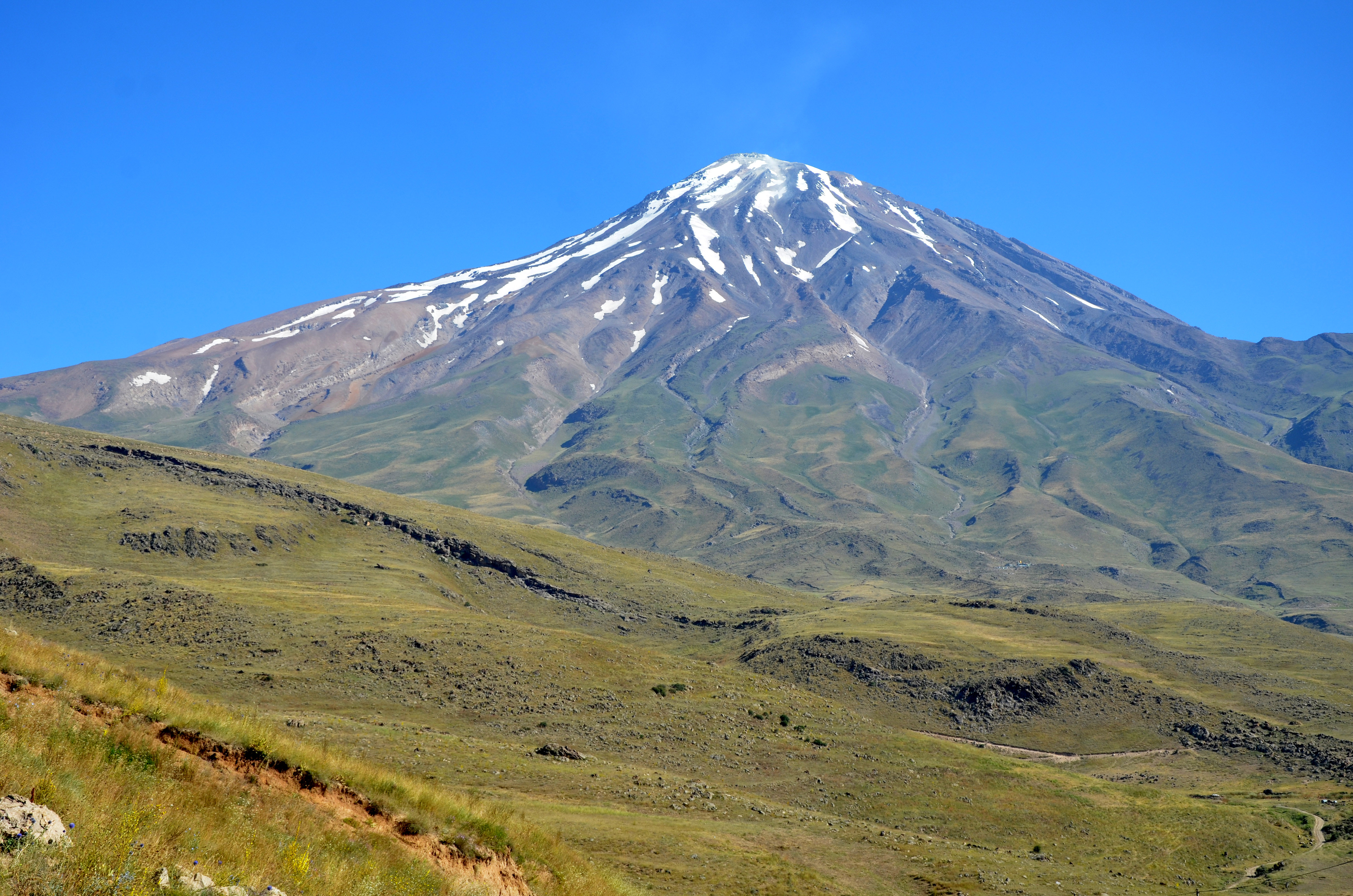
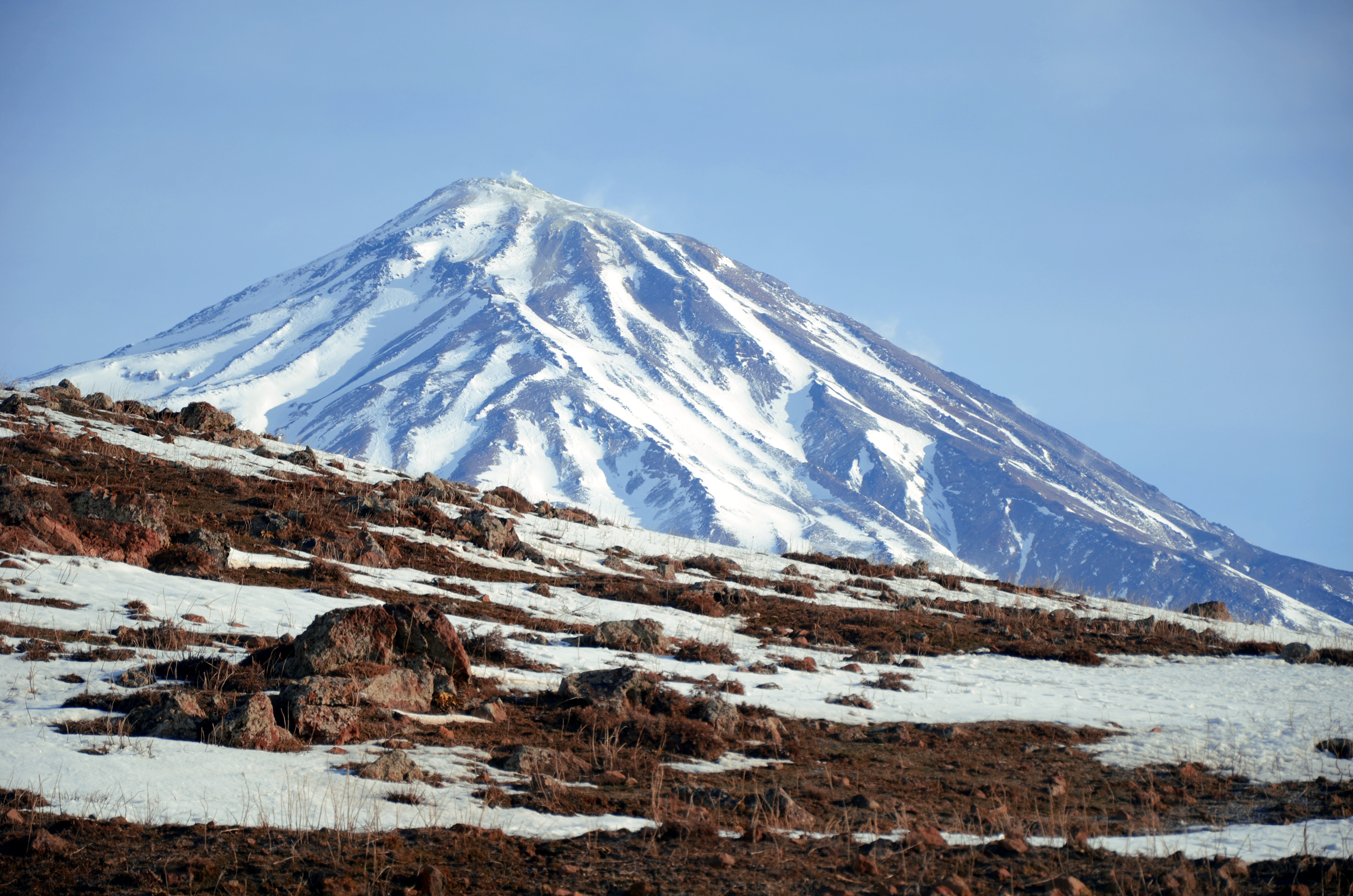
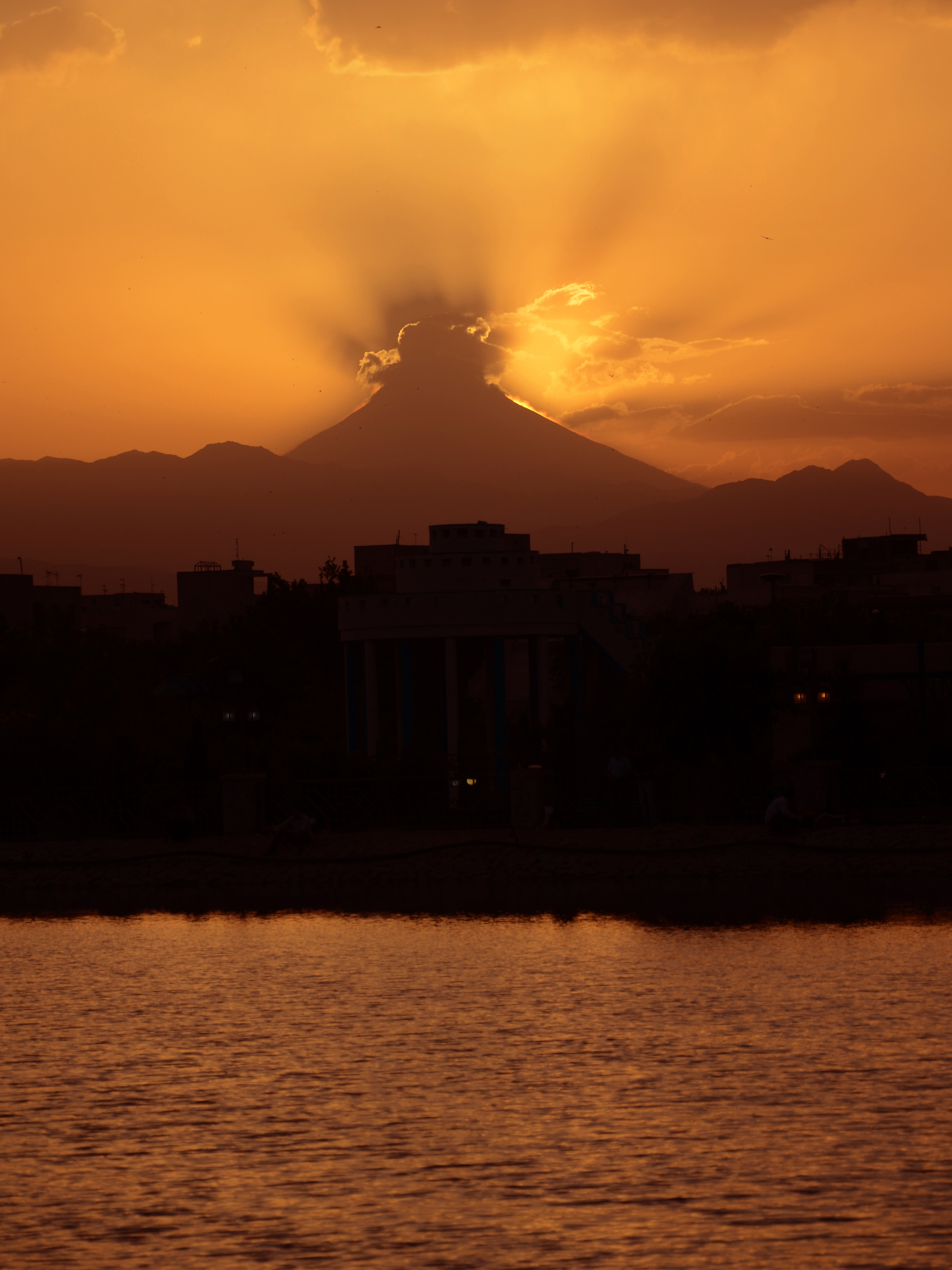
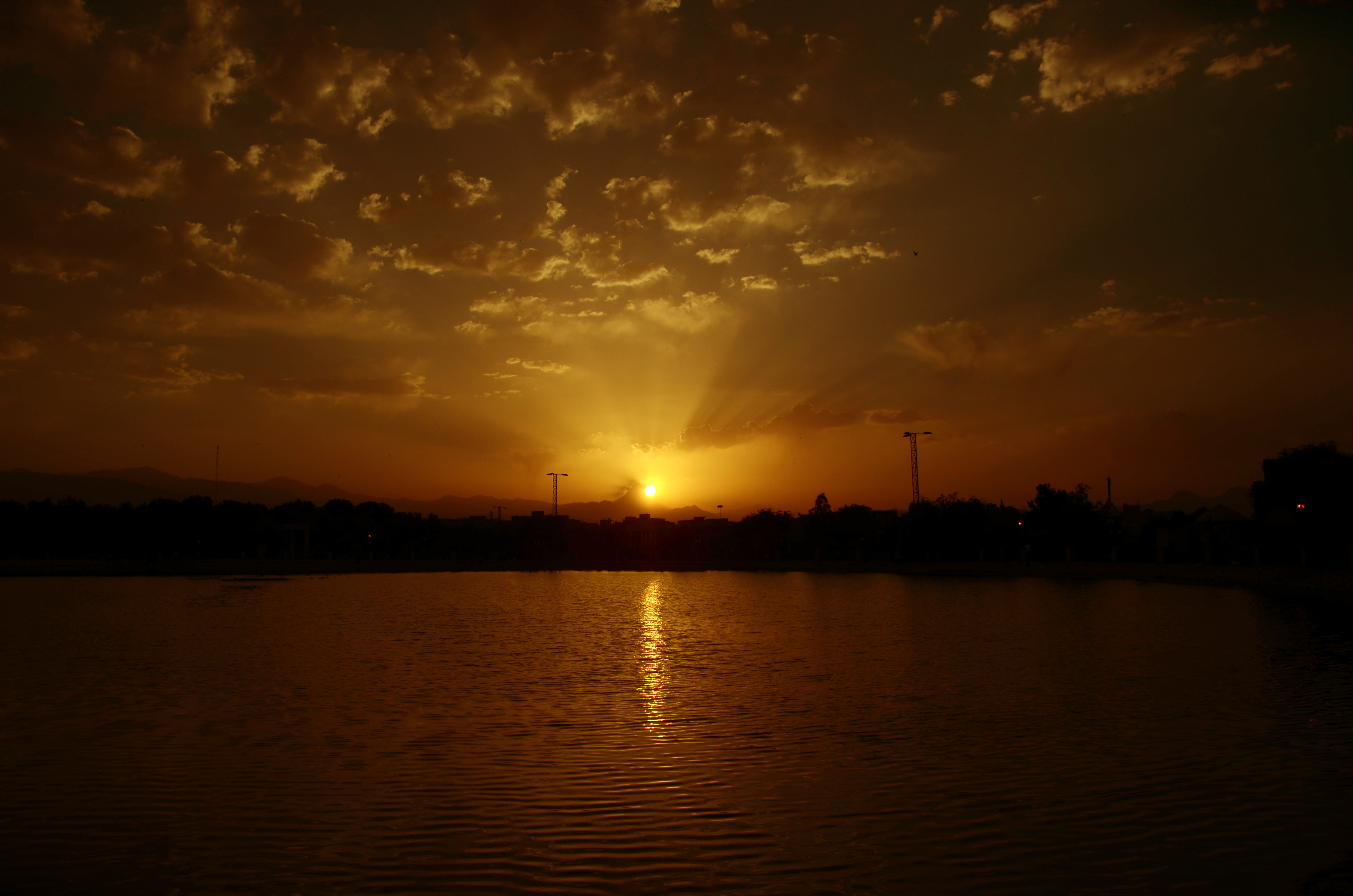
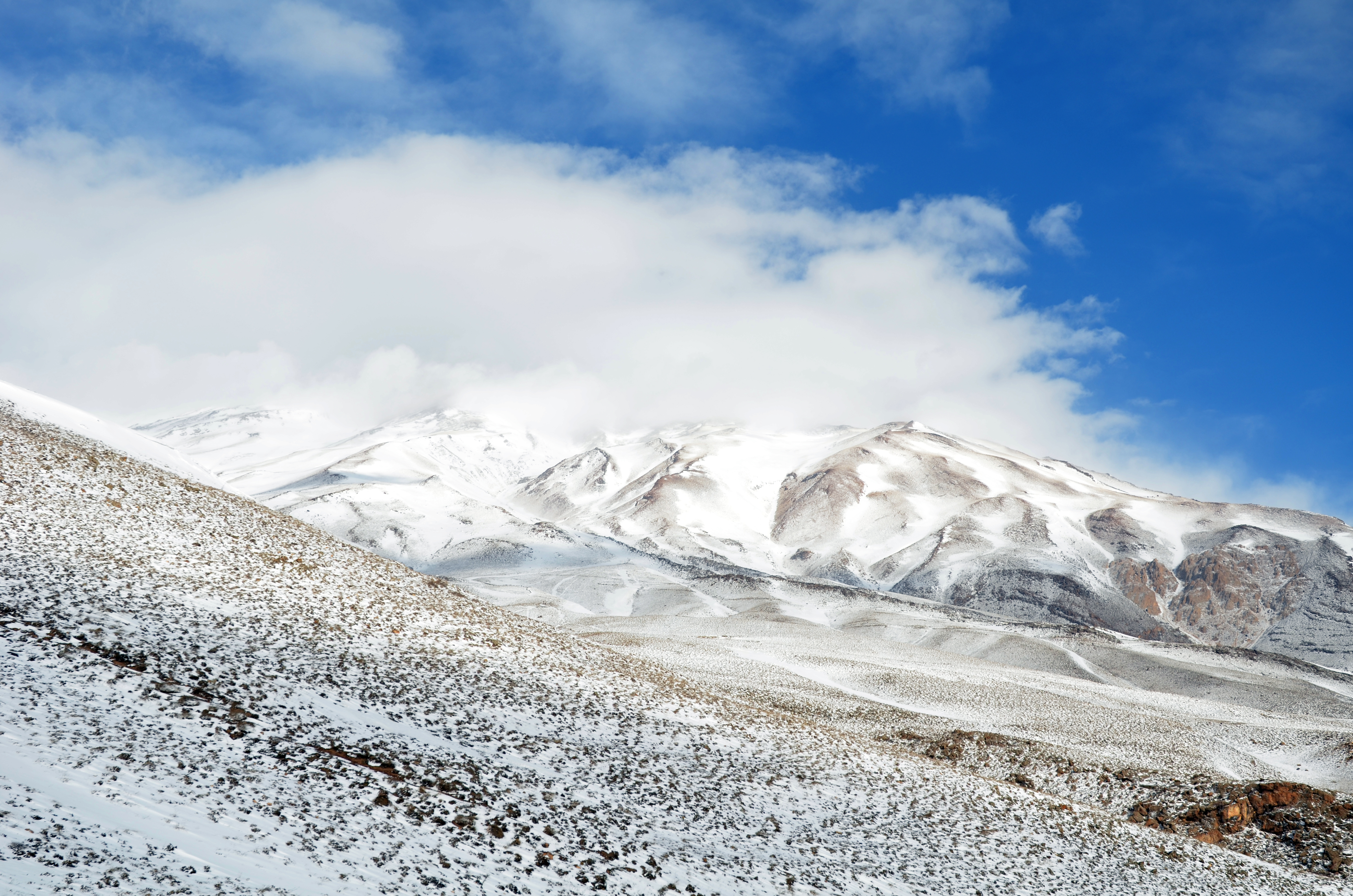
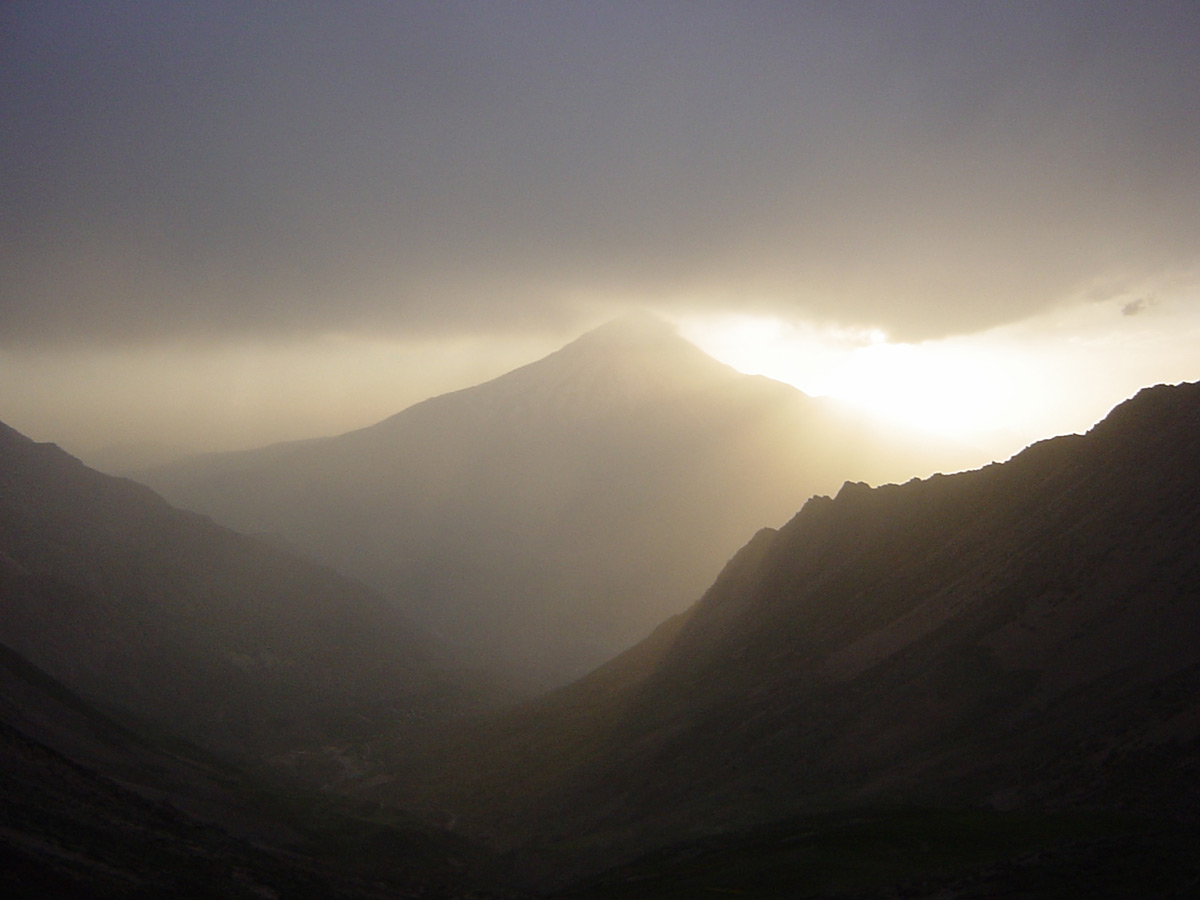
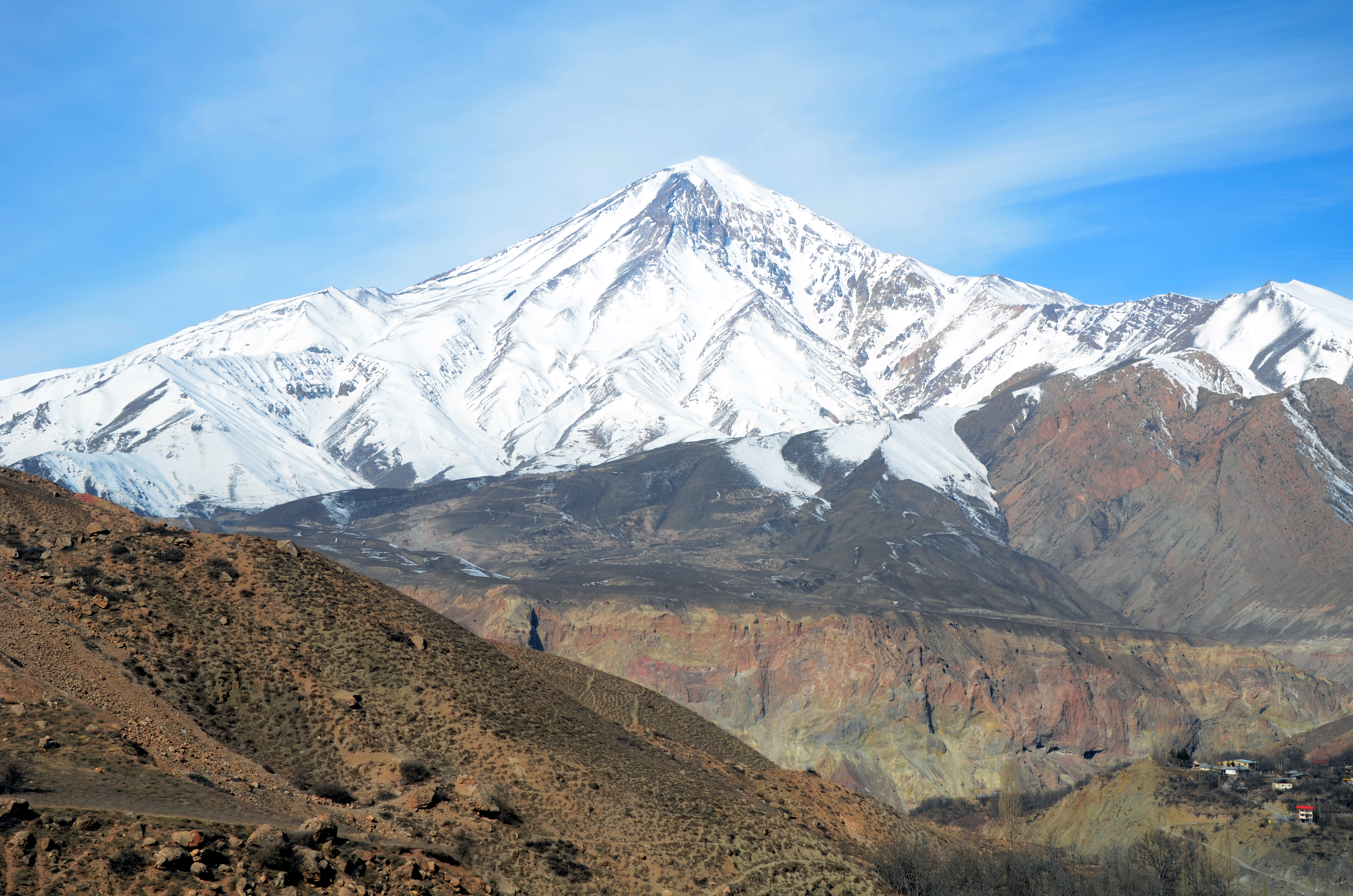
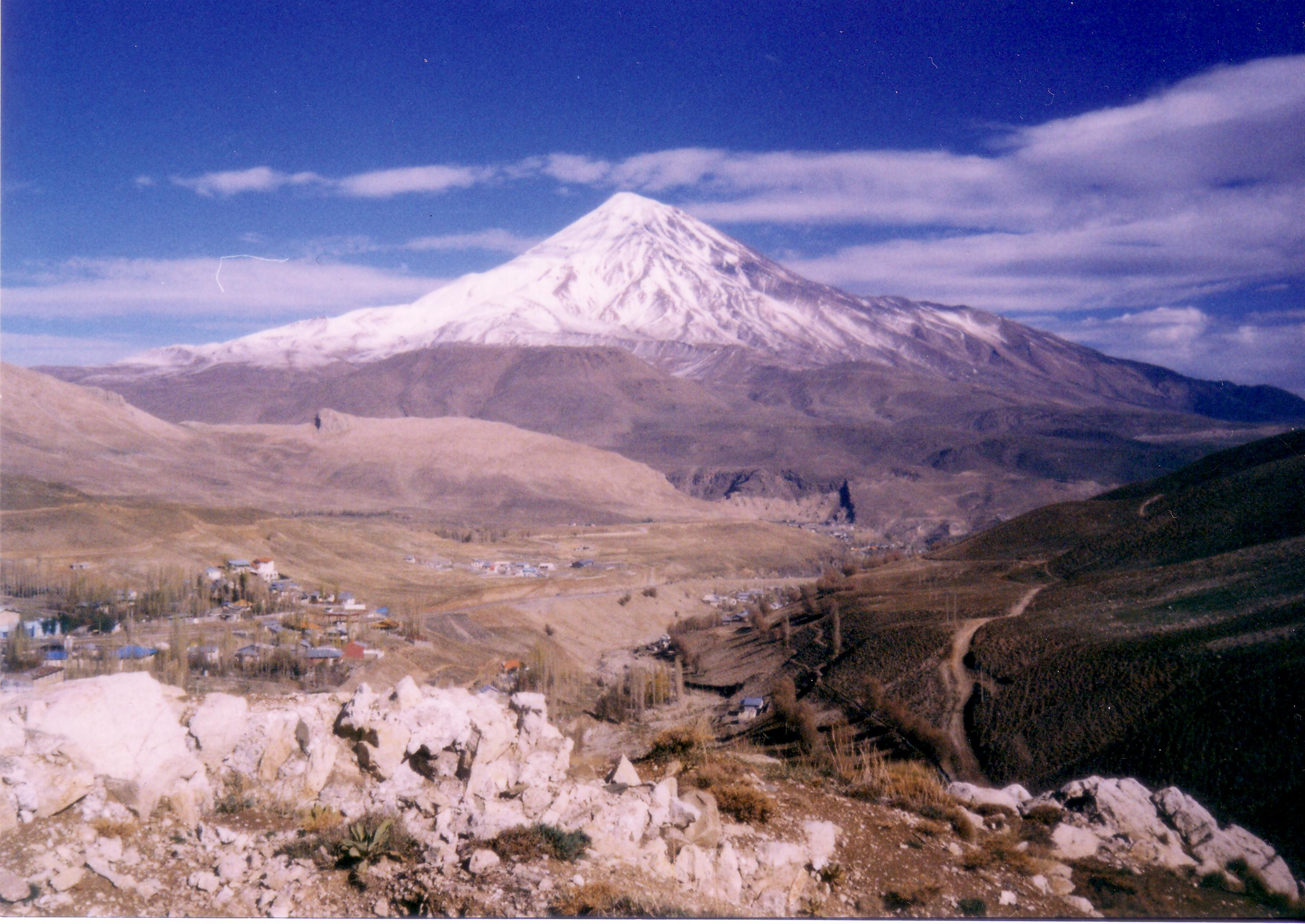
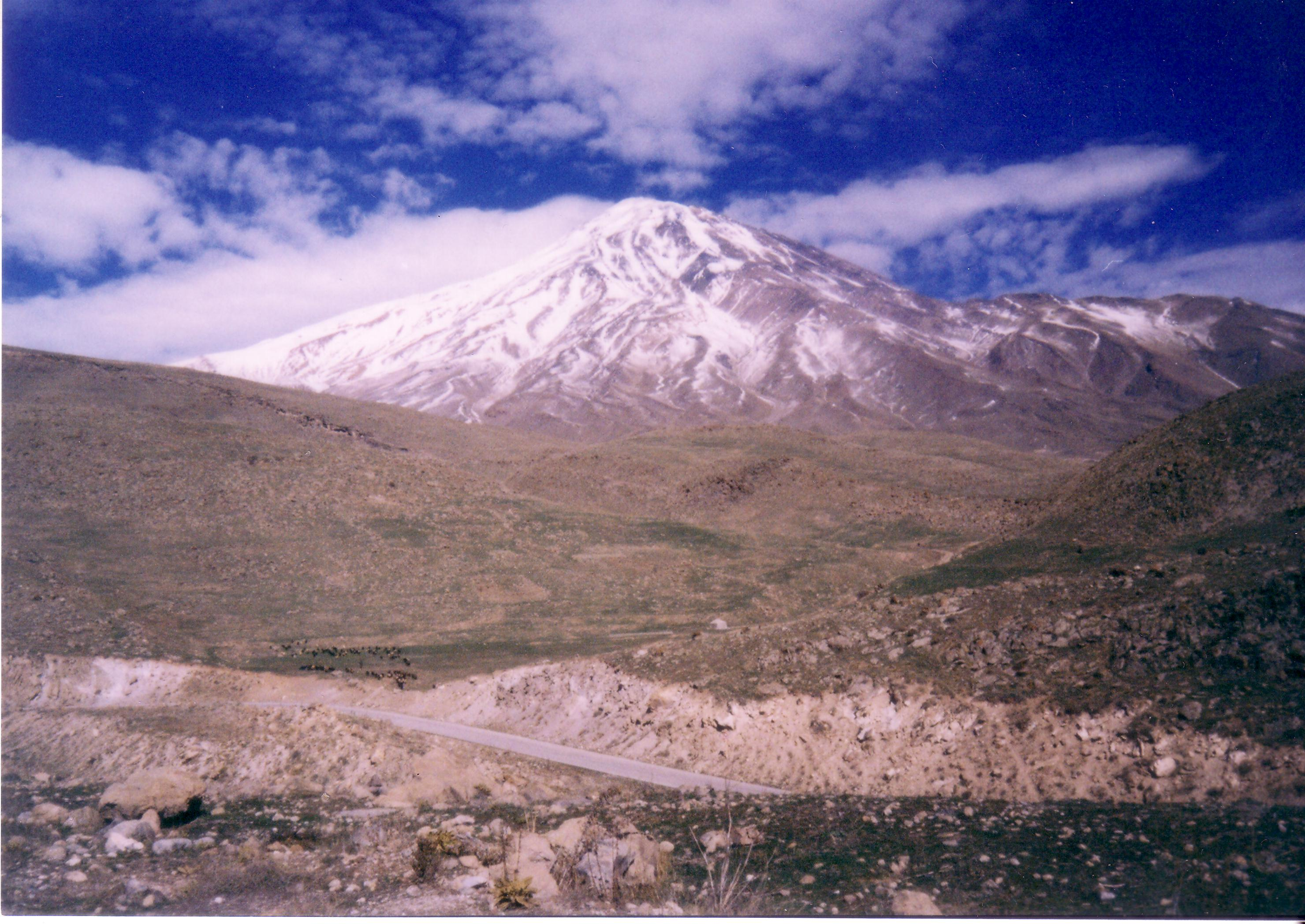
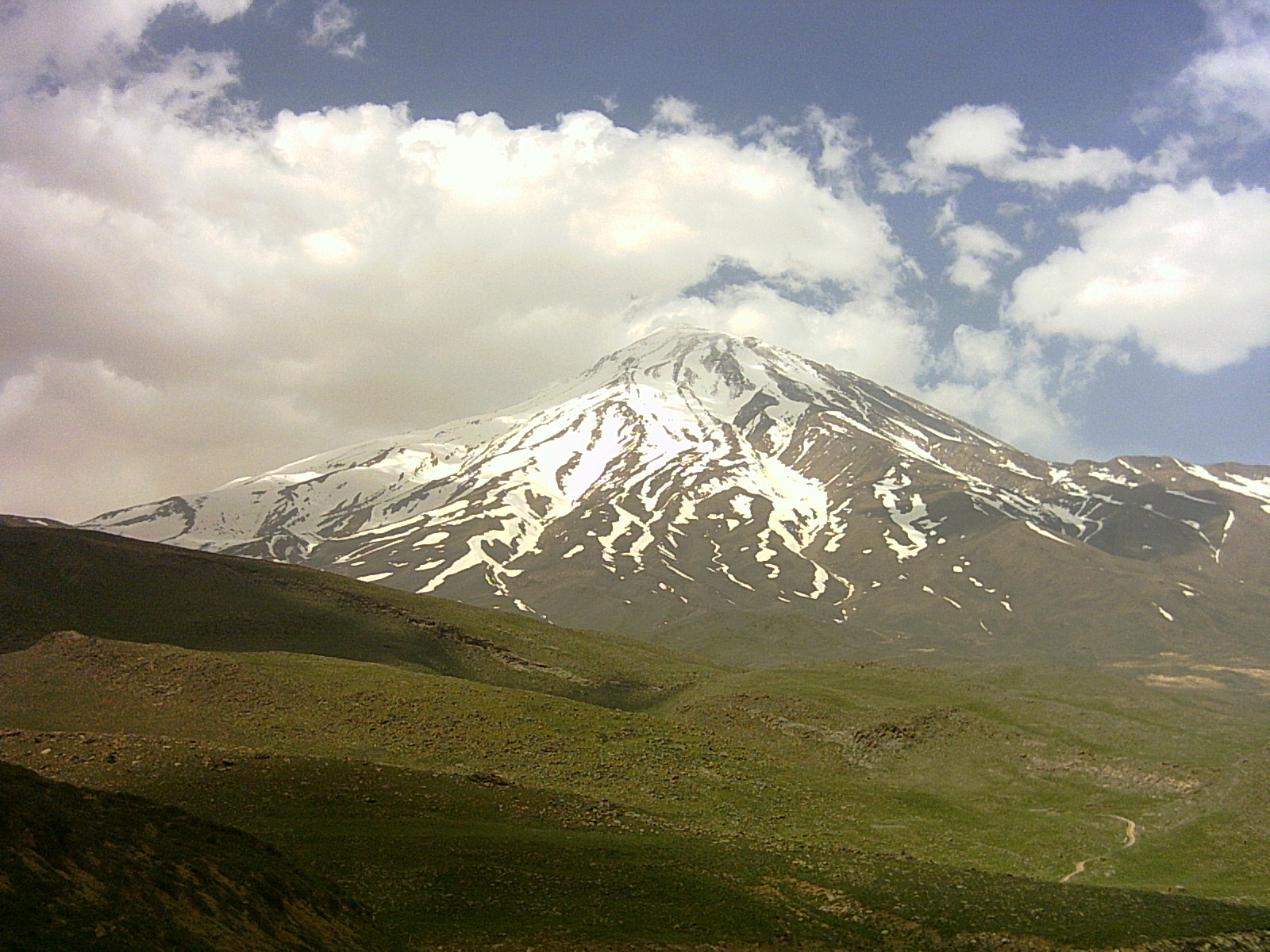
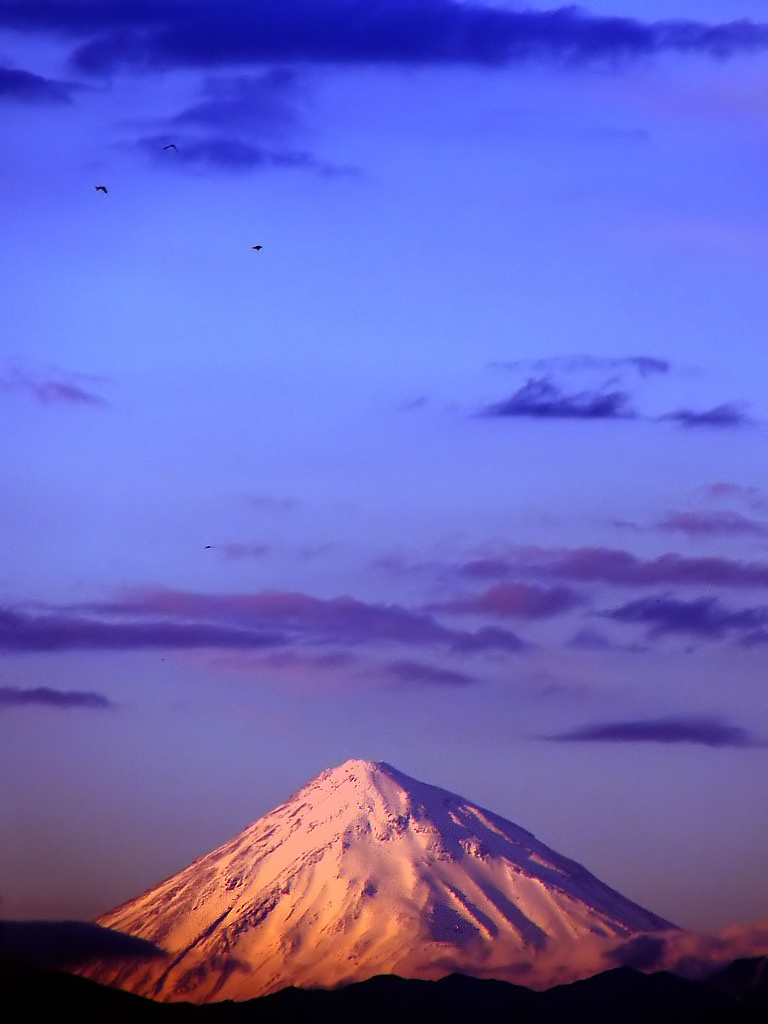
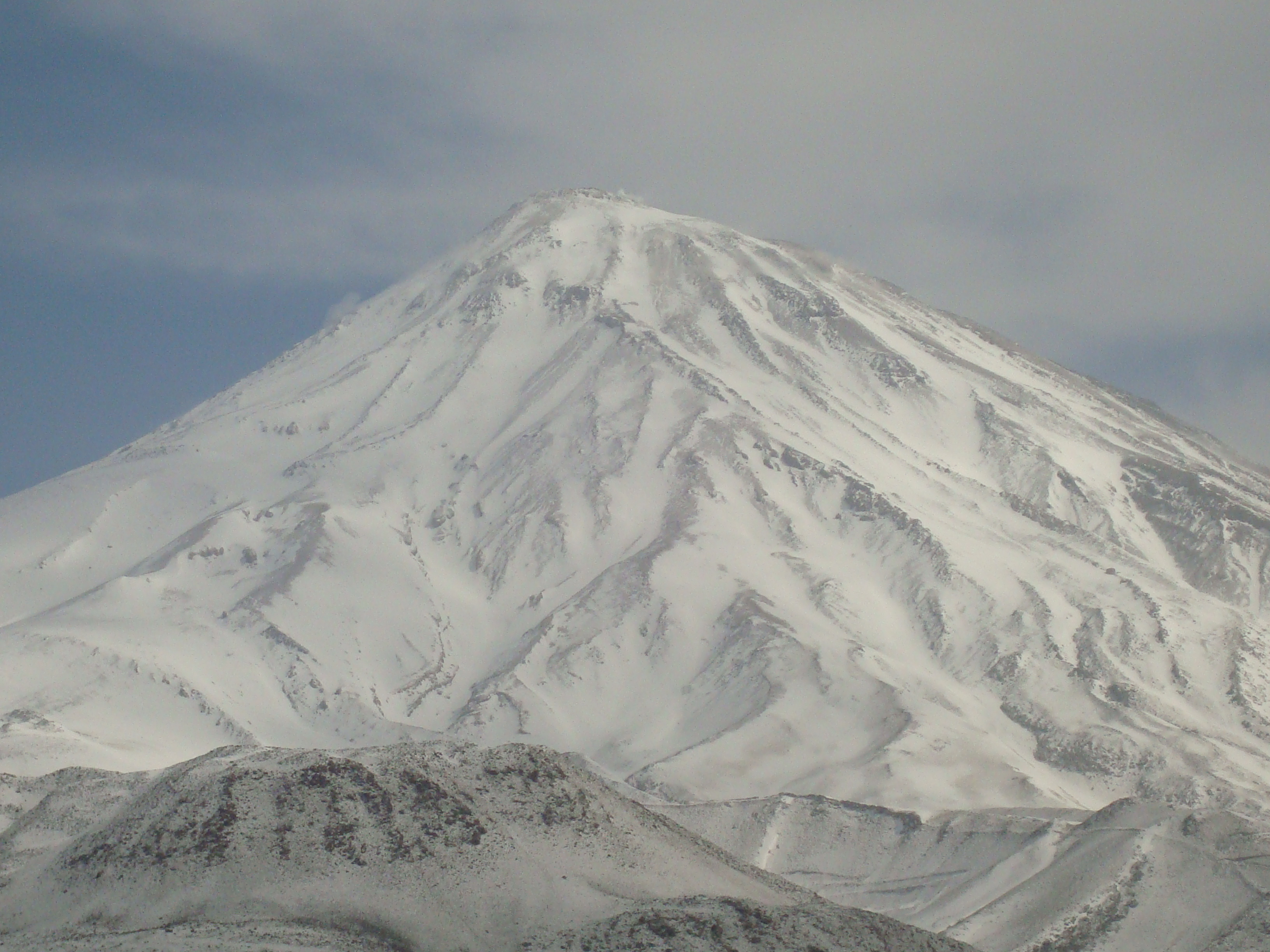
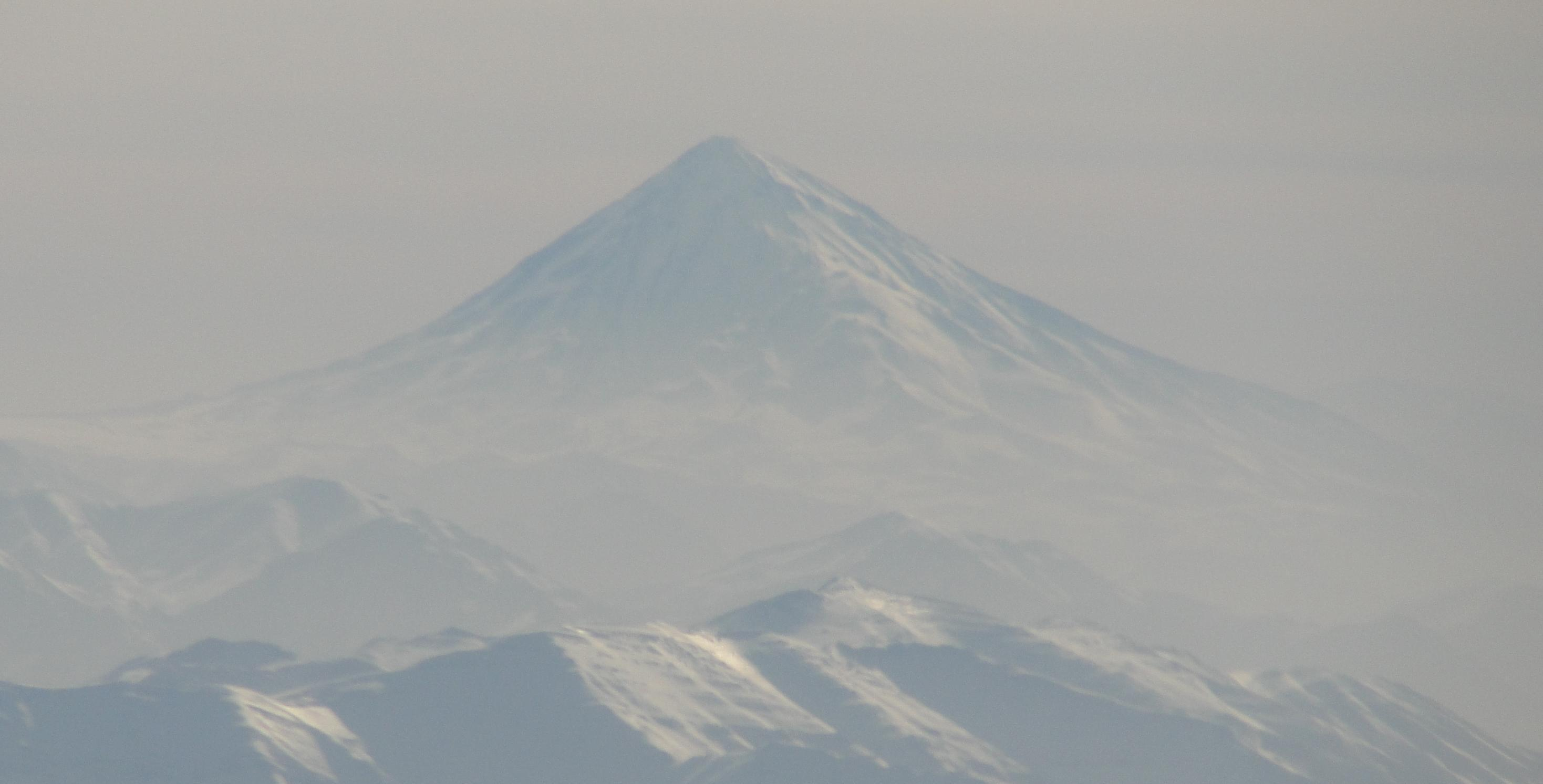
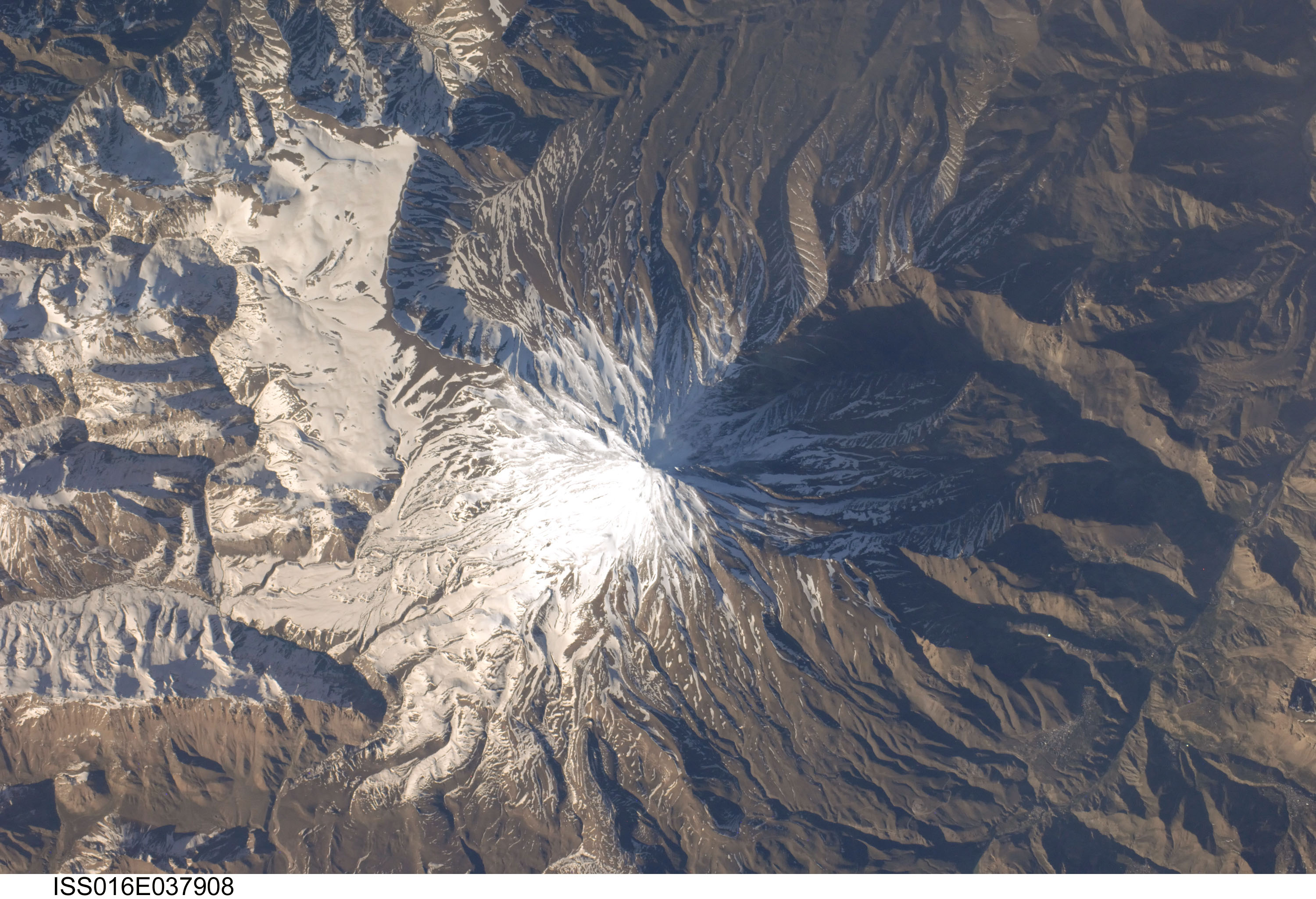
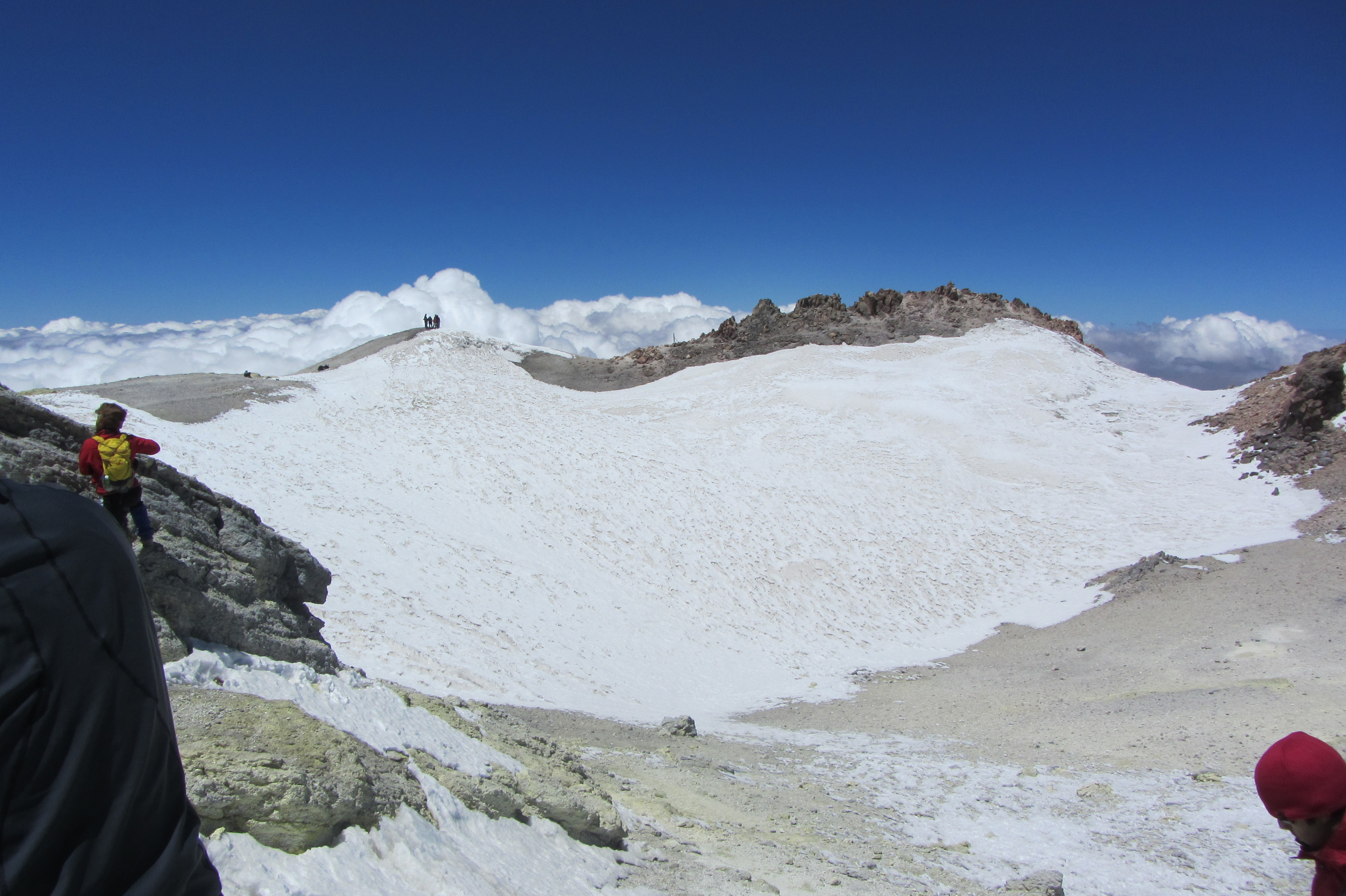
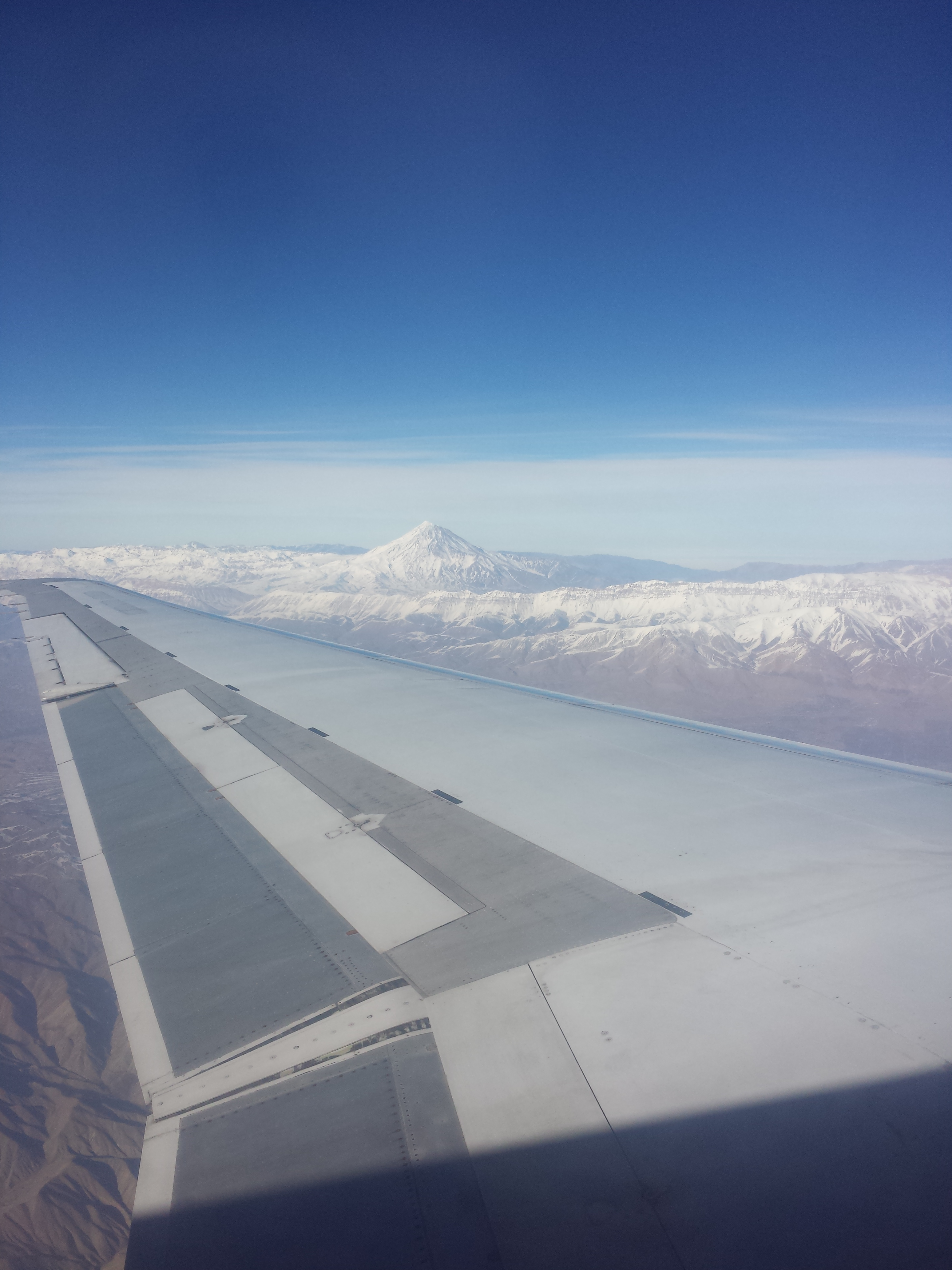
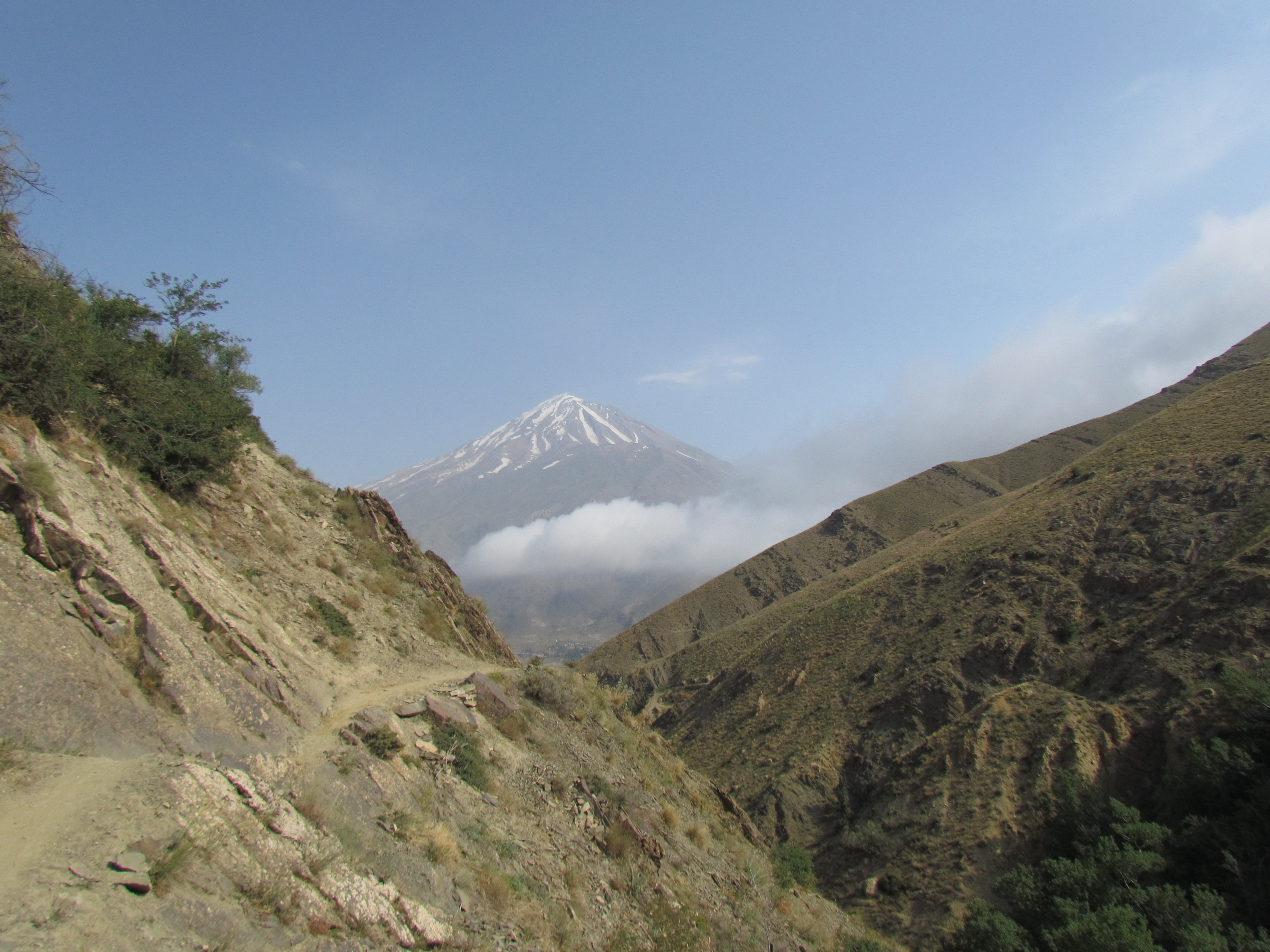

O Monte Damāvand (Persa: دماوند‎ [dæmɒːvænd], Damāvand) é o ponto mais alto do Irã e da Cordilheira Elbruz. É um estratovulcão muito grande e isolado, que atinge os 5610 m de altitude e que tem mais de 4600 m de proeminência topográfica, localizado perto da costa sul do mar Cáspio.
É considerado o vulcão mais alto da Ásia porque embora haja mais de 70 cones piroclásticos conhecidos como Vulcões Kunlun no Tibete acima da altitude do cume do Damāvand, e o mais alto destes tenha altitude estimada em 5808 m, estes não são considerados como montanhas vulcânicas mas sim cones. Os dados são extremamente vagos sobre este cones, as altitudes listadas e as proeminências topográficas são de precisão desconhecida e a confiabilidade é no mínimo polêmica.

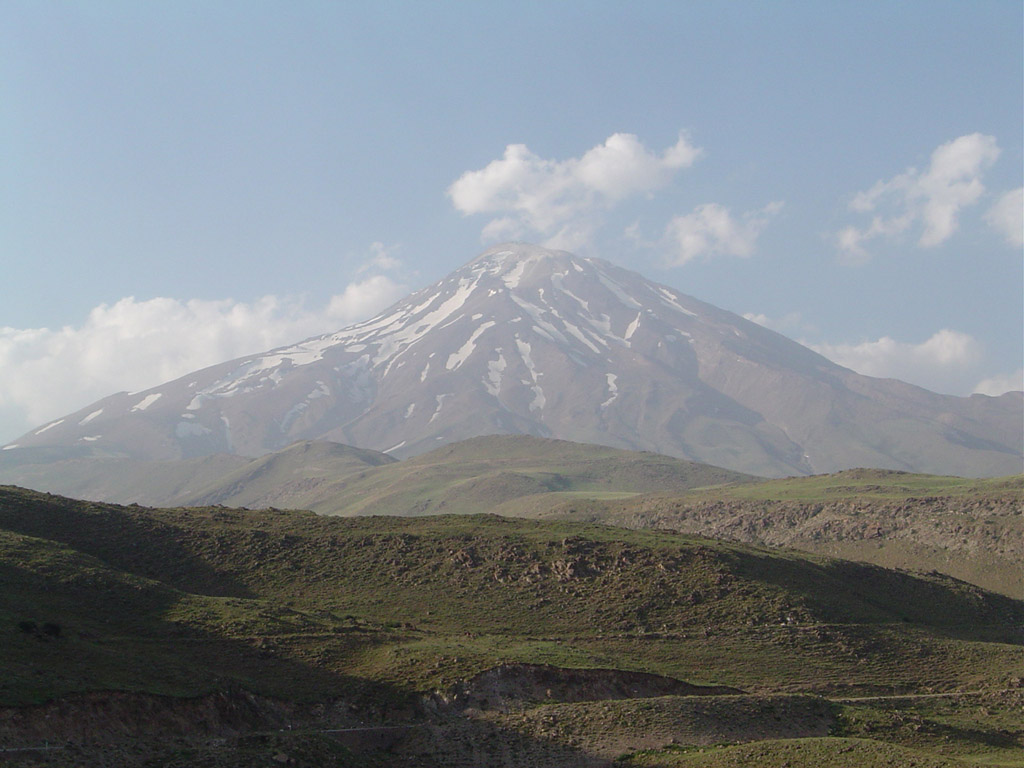
Monte Damāvand